# TWG

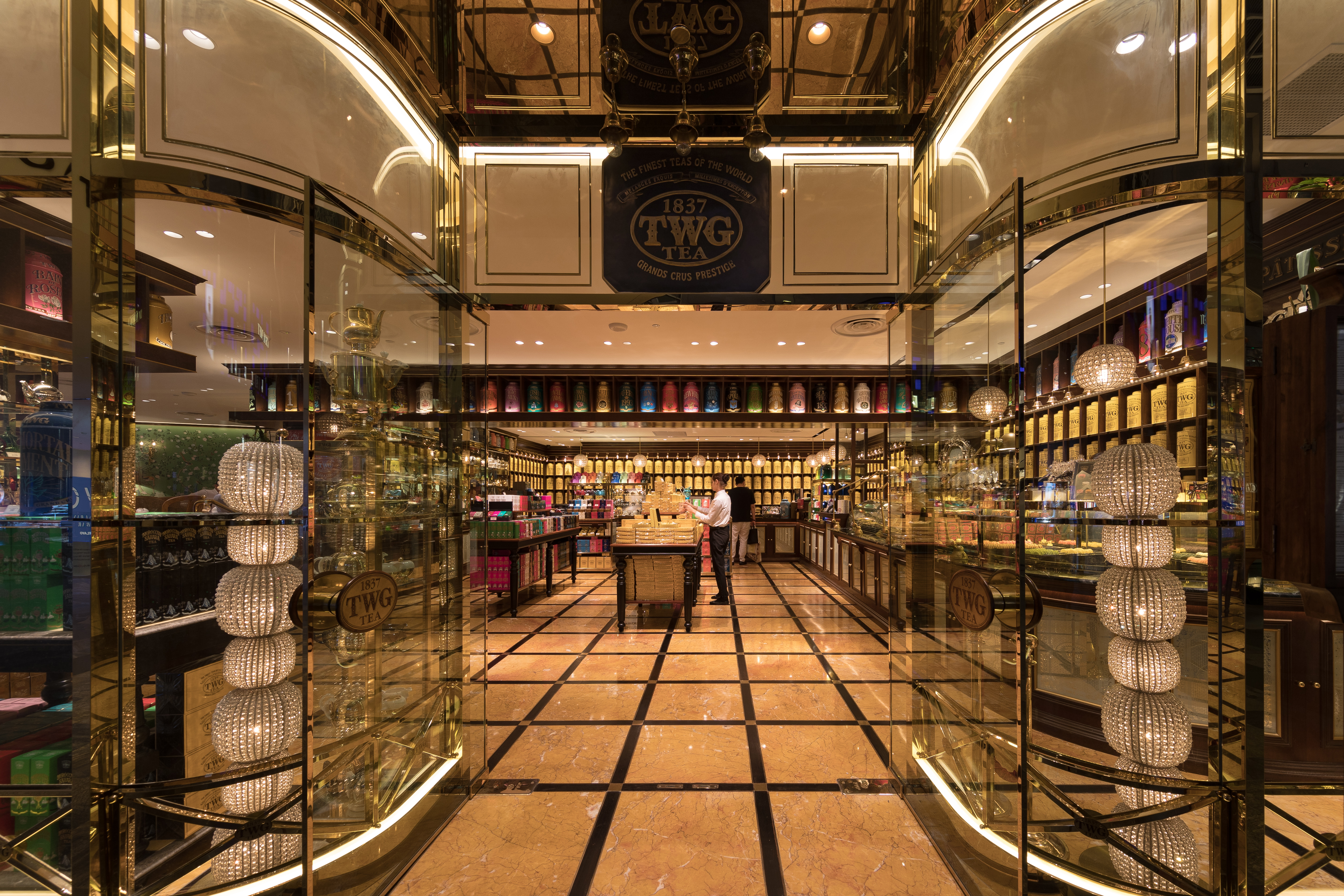
Entrée, vitrine et intérieur de la boutique de thé TWG, dans la galerie commerciale du complexe Marina Bay Sands, Singapour. Juin 2018.

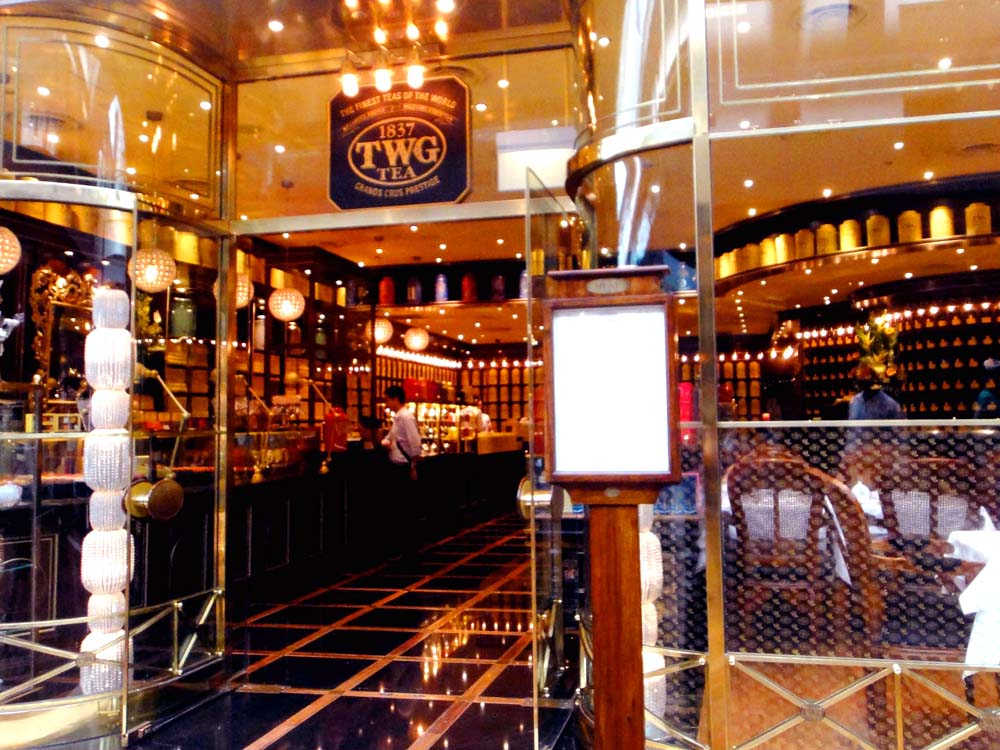
Salon de thé et boutique TWG, à Marina Bay Sands

TWG est une marque de thé établie à Singapour depuis 2008. La société se promeut comme une marque de luxe. Les initiales TWG correspondent au nom de l'entreprise qui la produit : The Wellbeing Group (le groupe du bien-être).

## Historique
La société mère de TWG, The Wellbeing Group, a été fondée par M. Manoj Murjani en 2003.
TWG a été créé en 2008 par Murjani, Taha Bouqdib et Maranda Barnes. Sa première boutique a été ouverte à Raffles Place, dans le centre commercial Republic Plaza.
En 2008, lors de sa première année d'exploitation, les thés TWG étaient vendus à New York, chez Dean & DeLuca. En 2010, la marque a ouvert sa première boutique à l'étranger, à Jiyūgaoka au Japon. En six ans, TWG a ouvert des salons et de boutiques dans 14 pays. En 2014, TWG était vendu à Singapour, au Japon, au Maroc, à Hong Kong, en Malaisie, en Thaïlande, à Taïwan, en Chine, aux Émirats Arabes Unis, aux Philippines, en Indonésie, en Corée du Sud, au Royaume-Uni, aux États-Unis et en Australie.

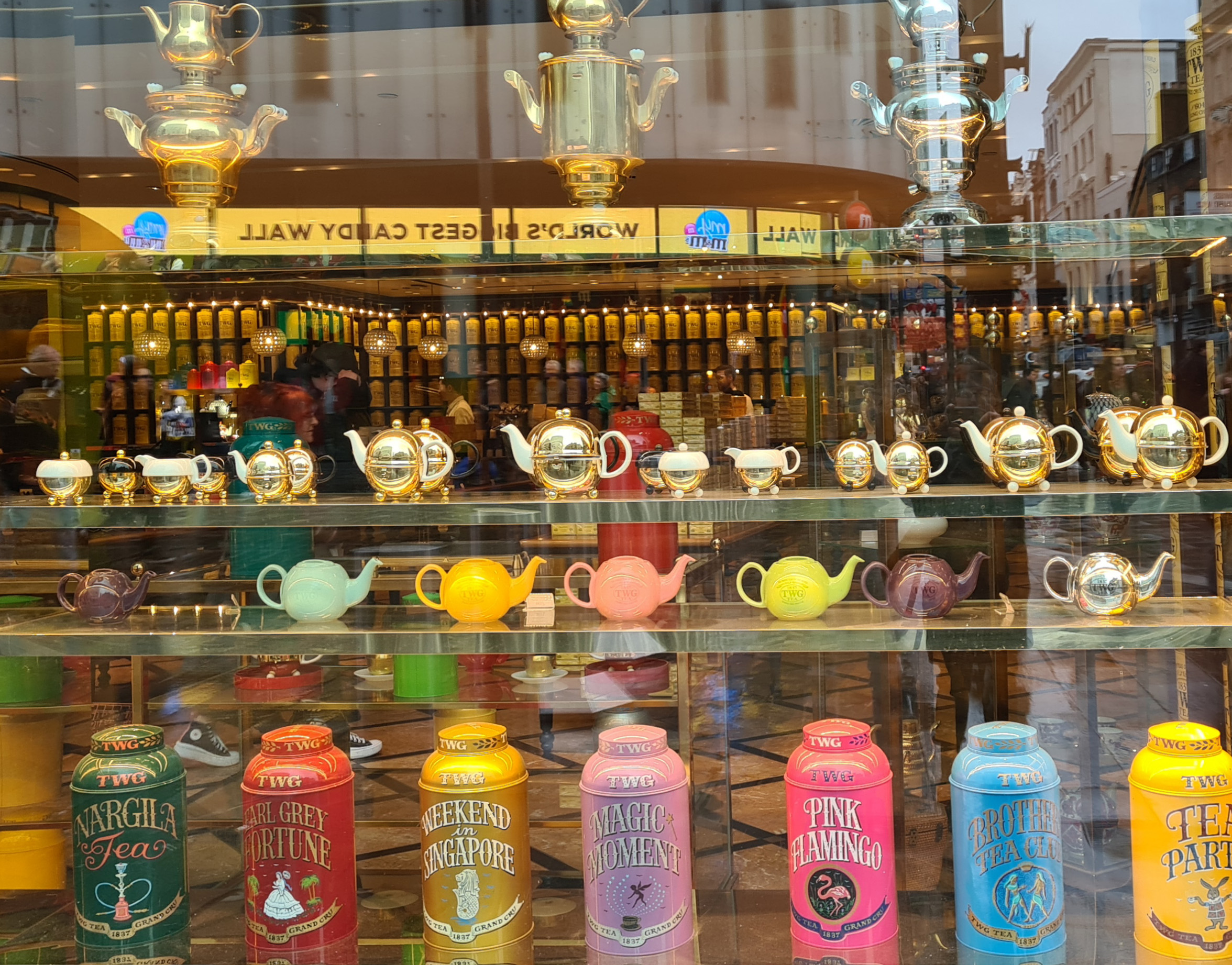
Magasin à Leicester Square (Londres).

En 2014, TWG ouvre un centre de formation pour ses employés à son siège à Singapour. L'entreprise les forme dans la préparation du thé, son histoire, la façon de mélanger et de l'associer à la nourriture.
En France, les thés TWG sont servis au sein du salon Proust du Ritz, le palace parisien. Il est également possible de retrouver ces thés au sein de la boutique TWG Tea, située au cœur de la Galerie du Ritz Paris. 
En Europe, il est également possible de retrouver des salons de thés en Allemagne, au Luxembourg, en Espagne et au Portugal. 
Un magasin et salon de thé TWG est ouvert à Londres, à Leicester Square.

## Image de marque
Annoncé comme le « premier et le seul salon de thé haut de gamme » à Singapour, TWG vend du thé et des aliments à base de thé (produits salés, pâtisseries et desserts) dans ses boutiques, on peut les consommer sur place où les acheter à emporter.
TWG vend aussi des accessoires de luxe de présentation, de stockage ou de consommation du thé, parfois faits en or ou en platine. Ces produits sont vendus dans les salons de thé de la marque ainsi que chez des détaillants haut de gamme comme Harrods et Dean & DeLuca[réf. nécessaire].
TWG vend plus de 800 variétés de thé différentes, provenant de tous les pays producteurs de thé du monde,.

## Thé

### Classification et emballage
TWG présente ses thés classés par couleur : rouge, blanc, jaune, vert, bleu et noir. La société vend une multitude de sortes de thé provenant du monde entier et emballés sous des noms tels que "Haute couture", "Silver Moon", "White House Tea" ou "Singapore Breakfast Tea". Son thé le plus cher, "Gold Yin Zhen", coûte plus de 6 500 € par kilogramme.
Une collaboration entre la marque TWG et le grand hôtel parisien Ritz existe à travers des thés variés : "Ritzy Earl Grey", "L'hiver au Ritz", "Jardin Vendôme", "Vendôme Rooibos" et "Ritzy Breakfast". 

### Cuisine
Les plats liés au thé vendus par TWG sont les mêmes dans tous les points de vente. Le menu proposé inclut des plats allant du goûter au diner. En plus du thé, les points de vente vendent aussi d'autres boissons, y compris de l'alcool.

## Procès
En décembre 2014, la société est visée dans deux différends juridiques relatifs à sa désignation et à son actionnariat.

### Procès portant sur le nom
En 2011, un procès contre TWG a été déposée par le détaillant de thé Tsit Wing International et sa société mère Tsit Wing, pour l'usage de l'acronyme TWG, qui avait été déposé par Tsit Wing. Cette société, basée à Hong Kong, a été fondée en 1932.
Un juge chargé de l'instruction du procès a noté en juillet 2013 que « l'existence de la date de 1837 dans TWG conduit les gens à croire que la société a été établie à cette époque », alors qu'en réalité elle a été fondée beaucoup plus tard, en 2008. Dans la justification, le porte-parole de l'entreprise a affirmé que c'était en fait un hommage à « l'année de fondation de la chambre de commerce de Singapour ».
L'affaire a été tranchée en faveur de Tsit Wing, les dommages et intérêts à payer n'ont pas été annoncés. Peu de temps après le jugement, TWG a fait appel.
Le 3 décembre 2014, TWG perdit en cour d'appel et devra par conséquent changer son nom à Hong Kong. TWG pourrait encore faire appel. D'après l'avocat de l'entreprise, si la société perd à nouveau, elle pourra utiliser un autre logo contenant l'acronyme « TW » à la place de « TWG ». Tsit Wing n'a pas objecté cette proposition.

### Procès portant sur l'actionnariat
Un deuxième procès a été lancé à l'encontre de la société le 17 février 2014 par l'un des fondateurs de la société, Manoj Mohan Murjani, qui a revendiqué son droit de propriété dans la société, après avoir été illégalement dilué par un autre fondateur, Taha Bou Qdib. Ce changement de situation est en violation avec l'accord d’actionnariat qui avait été convenu entre les fondateurs. Le procès devait avoir lieu en 2015, mais aucune date n'a été encore fixée.